# Robiquetia brevifolia
Robiquetia brevifolia är en orkidéart som först beskrevs av John Lindley, och fick sitt nu gällande namn av Leslie Andrew Garay. Robiquetia brevifolia ingår i släktet Robiquetia och familjen orkidéer.
Artens utbredningsområde är Sri Lanka. Inga underarter finns listade i Catalogue of Life.